# Anders Iwers
Anders Iwers (Göteborg, 6 ottobre 1972) è un musicista e bassista svedese heavy metal.
Ha suonato nei gruppi Tiamat (1992, 1996–), Avatarium (2014–) e Dark Tranquility (2015–). È il fratello maggiore dell'ex bassista degli In Flames Peter Iwers.

## Biografia
Anders è l'ex chitarrista delle band Ceremonial Oath (di cui è anche il fondatore), Cemetary, Lacuna Coil, nonché cofondatore ed ex turnista per gli In Flames. Era anche il bassista di Mercury Tide e Avatarium. Anders ha gestito la fotografia per gli album A Moonclad Reflection e Yesterworlds dei Dark Tranquility.